# هاري أوتو فيشر
هاري أوتو فيشر (بالإنجليزية: Harry Otto Fischer)‏ (1910 في الولايات المتحدة - 1986 في الولايات المتحدة)؛ روائي أمريكي.